# Volk ans Gewehr

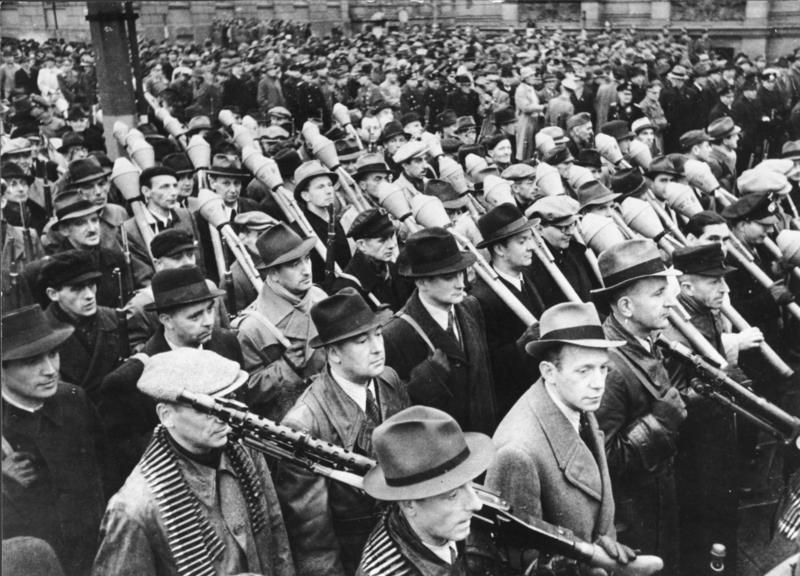
Марш фольксштурму, листопад 1944 р

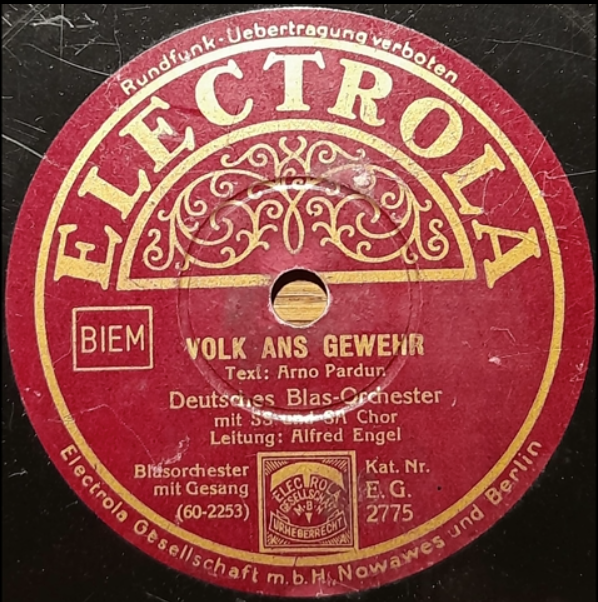
Платівка з піснею часів Третього Райху

Volk ans Gewehr («Зброю до рук», прямий переклад: «Народе до зброї») був приспівом дуже популярної нацистської пісні 1931 року «Siehst du im Osten das Morgenrot» (Чи досвіт на сході зрієш ти?). Пісню написав Арно Пардун, який присвятив її Йозефу Геббельсу. Пісня містить сильні алюзії до відомої робітничої пісні «Брати, до сонця, до волі», яка пізніше була прийнята НСДАП.

## Історія
Ця пісня, яка характеризувалася стрімким ритмом маршу, вперше пісню публічно виконали на мітингу в берлінському Спортпаласті 8 січня 1932 року близько 150 членами SA-Standarte 7 та SA-Kapelle Fuhsel. У наступні роки вона стала однією з найчастіше виконуваних націонал-соціалістичних пісень.
Пісня Пардуна була однією з найвідоміших масових пісень нацистської доби; у 1930-х роках її використовували переважно як маршову пісню SA. Це також була обов'язкова пісня для імперської служби праці. Під час Другої світової війни її використовували як військову пісню — не в останню чергу тому, що вона була включена до збірки солдатських пісень Morgen marschieren wir (1939). Пісня була використана як інтервальний сигнал рейхсендера Берліна. У 1944 році пісня знову була обрана для використання фольксштурмом. 
Вирішальні такти пісні були використані берлінською радіостанцією невдовзі після захоплення влади нацистами. Після 1933 року з пісні також починалися лекції в німецьких університетах або збори студентської ради. Таким чином людям постійно нагадували про цю пісню. Історик Ютта Сивоттек описує це як тонкий освітній інструмент націонал-соціалістів для пропаганди та підготовки до війни.
На Нюрнберзькому процесі над головними німецькими військовими злочинцями ця пісня була використана як доказ.

## Історичні виконання
У роки існування Третього Райху цю пісню (текст і ноти) було видано щонайменше у трьох різних пісенниках: Die weiße Trommel (1934) та Schlesier-Liederbuch (1936). Крім того, її було видано на вінілі лейблами NS-Schallplatten-Industrie і Odeon.

## Сучасні виконання
Пісню Volk ans Gewehr було виконано в різному аранжуванні націонал-соціалістичними музичними колективами з різних країн: Wolfnacht (Греція), MG-42 і Endlösung (Німеччина). Також її виконав політично нейтральний німецький музикант Міхаель Мюллер, але без останнього куплету, в якому згадується Гітлер та знищення євреїв.

## Шведський варіант
Шведський переклад пісні Folk i gevär, написаний Свеном Улофом Ліндхольмом у 1936 році, використовувався як гімн Націонал-соціалістичної робітничної партії Швеції.При цьому шведська версія пісні не є перекладом німецької: її текст складається з трьох куплетів, та не містить згадок якихось ідеологій чи особистостей і не закликає до знищення будь-кого.
Згодом пісню Folk i gevär виконали шведські рок-гурти Fyrdung (2003, альбом Ragnarök, вікінг-метал) та Svensk Ungdom (2005, альбом Frihetsmarscher och kampsånger, фольк-рок).

## Слова
| Вірш | Німецькою | Український переклад(поетичний) | Шведський варіант |
| ---- | --- | --- | --- |
| 1    | Siehst du im Osten das Morgenrot? Ein Zeichen zur Freiheit, zur Sonne! Wir halten zusammen, ob lebend, ob tot, mag kommen, was immer da wolle! Warum jetzt noch zweifeln, hört auf mit dem Hadern, Noch fließt uns deutsches Blut in den Adern. Volk, ans Gewehr! Volk, ans Gewehr!    | Чи досвіт на сході зрієш ти? Знак до свободи та сонця! Рам'я об рам'я, живий чи помер, Стоїмо, щоб не сталося! Нащо опинатись? Нумо єднатись! Бо крові німецькій годі розтікатись! Зброю до рук! Зброю до рук!    | Nordmännens gryende framtidsland, stiger ur gyllene skyar; här står fasta mot fienders band, komna ur skogar och byar, ja, folket som blödde, när utländska hopar vår torva förödde, ta till samling vi ropar: Folk i gevär! Folk i gevär!      |
| 2    | Viele Jahre zogen dahin. Geknechtet das Volk und betrogen. Verräter und Juden sie hatten Gewinn, sie forderten Opfer millonen. Im Volke geboren erstand uns ein Führer, gab Glaube und Hoffnung an Deutschland uns wieder. Volk, ans Gewehr! Volk, ans Gewehr!                         | Багато років вже пройшло. Народ наш змогли надурити. Жиди та зрадливці мали зиск, Мільйонів хотіли убити. В народі зродився великий наш фюрер, Що поновив нашу віру в майбутнє. Зброю до рук! Зброю до рук!       | Stulen är arbetarnas mänskorätt, stulen är kraften och mödan; trots att man skönaste löften gett, gråta de små efter födan! För svältande skaror som fegt man förådde - mot guldmaktens snaror, tyranner som rådde: Folk i gevär! Folk i gevär! |
| 3    | Deutscher, wach auf nun und reih dich ein, wir schreiten dem Siege entgegen! Frei soll die Arbeit, frei woll’n wir sein und mutig und trotzig verwegen. Wir ballen die Fäuste und werden es wagen, es gibt kein Zurück mehr und keiner darf zagen! Volk, ans Gewehr! Volk, ans Gewehr! | Німці, прокиньтесь та встаньте в ряди, Прямуймо до перемоги! До лави тої, стань же і ти У бою, у мирі та в згоді. Ми стиснем кулаки і наважимося, Не втратимо сил, живими не здамося! Зброю до рук! Зброю до рук! | Ja, låt oss bli ett folk i gevär ända tills friheten vinnes; blåklädda led nu sin trohet svär, skönare lösen ej finnes! I takt vi marscherar mot skenet i öster och snart repeterar mångtusende röster: Folk i gevär! Folk i gevär              |
| 4    | Jugend und Alter, Mann für Mann, umklammern das Hakenkreuzbanner. Ob Bürger, ob Bauer, ob Arbeitsmann, sie schwingen das Schwert und den Hammer. Für Hitler, für Freiheit, für Arbeit und Brot, Deutschland erwache, Juda den Tod! Volk, ans Gewehr! Volk, ans Gewehr!                 | Старці та юнаки, ряд у ряд, Свастики прапор тримають. Робітник, селянин, городянин, Молотом й мечем владають. За Гітлера, волю, роботу та хліб, Германіє, прокинься, жидам — смерть! Зброю до рук! Зброю до рук!  | |

Текст містить алюзії на численні наріжні камені нацистської ідеології, такі як вимога створення життєвого простору на сході («Чи досвіт на сході зрієш ти?»), гострі антиєврейські настрої («Германіє, прокинься, жидам — смерть!») і заклик усього народу допомогти військовим зусиллям («Зброю до рук, зброю до рук!»), як і популярна робітнича пісня «Брати, до сонця, до волі», наприклад у першому рядку.
Гасло «Volk ans Gewehr» сягає вірша 1820 року («Freiheit, dein Baum fault ab»). Мелодія має мінорний характер, квінтовий і квартовий склади, а також відлуння церковних ладів пісенного типу ХІХ ст. Пісня була «піддана звинуваченню в тому, що вона не німецька, російська чи більшовицька». Понад усе потужність приспіву надає бойовій пісні ефектності.

## Правове становище
Публічне виконання цієї пісні заборонено в Німеччині відповідно до розділу 86a Кримінального кодексу. В Австрії подібні положення застосовуються завдяки Розділу 3 Закону про заборону 1947 року.